# Jesberg
Jesberg este o comună din landul Hessa, Germania.

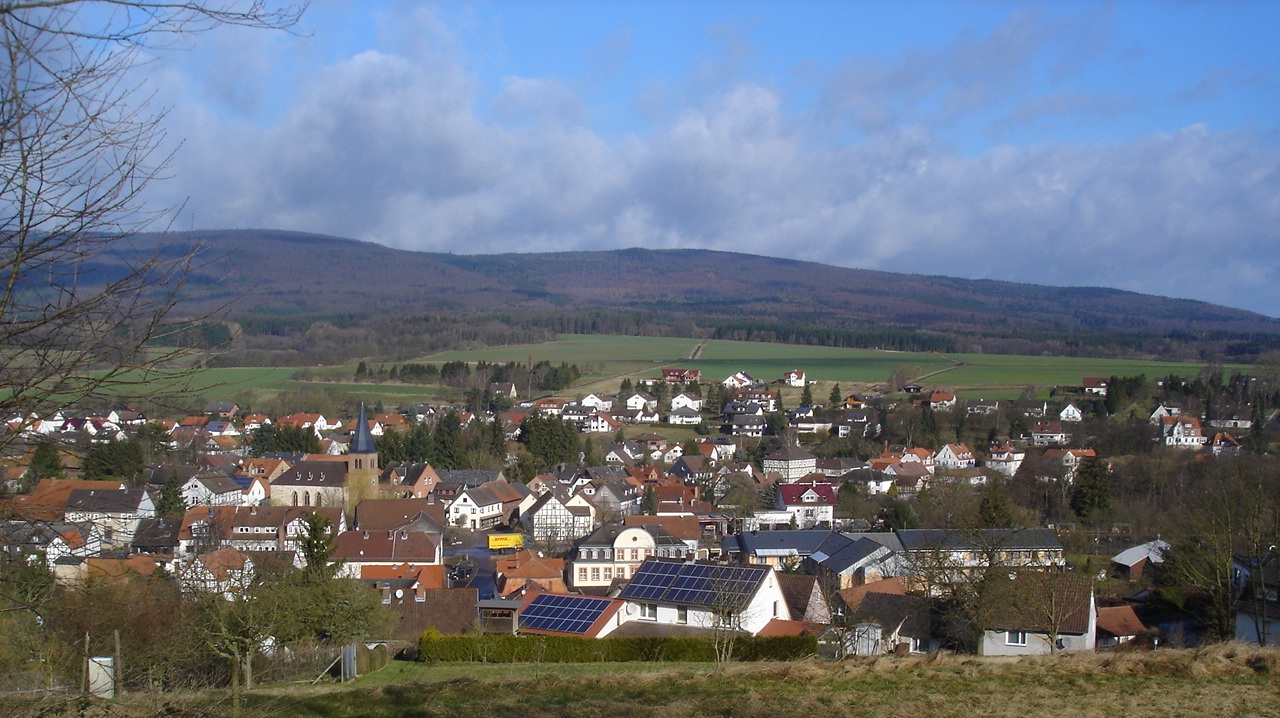
Jesberg

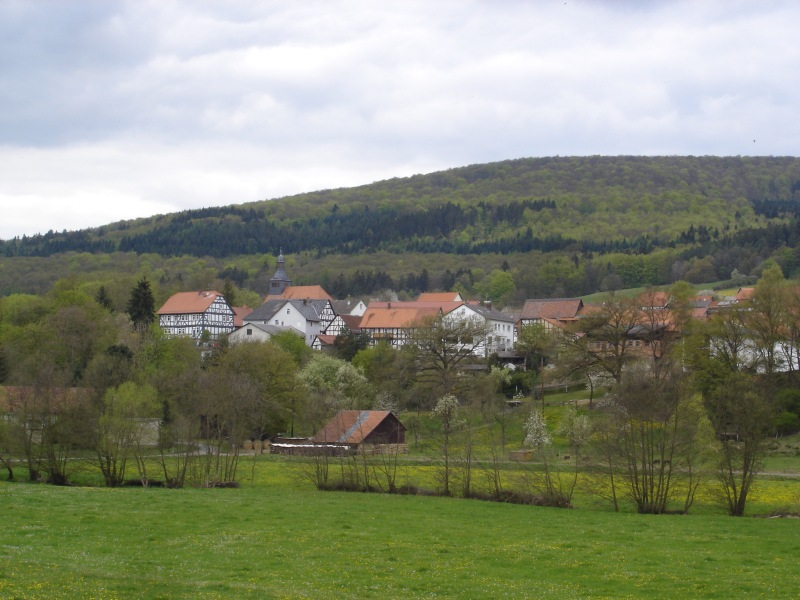
Densberg

## Localități
- Densberg
- Elnrode-Strang
- Hundshausen
- Jesberg
- Reptich

1. ↑  Alle politisch selbständigen Gemeinden mit ausgewählten Merkmalen am 31.12.2018 (4. Quartal) (în germană), Statistisches Bundesamt[*], arhivat din original la 10 martie 2019, accesat în 10 martie 2019